# 리그 오브 레전드 프로리그
리그 오브 레전드 프로리그(League of Legends Pro League)는 2013 스프링 시즌부터 시작된 중국의 리그 오브 레전드 최상위 프로 리그이다. 플레이오프 토너먼트의 상위 3개 팀은 리그 오브 레전드 월드 챔피언십에 자동으로 참가 자격을 얻는다. 플레이오프는 8팀 단판 토너먼트로, 각 경기는 5전 3선승제이다. 이 형식은 대한민국의 리그 오브 레전드 챔피언스 코리아 형식을 모델로 했다. 총 상금은 235만 위안(약 4억원)이다.
2014년에 라이엇 게임즈는 영어 방송을 제공하기 시작했다.  2015년 9월, 라이엇 게임즈가 리그 운영을 맡기 위해 텐센트와 협상 중이라고 발표되었다. 2019년에 라이엇 게임즈와 텐센트는 토너먼트 조직, 선수 관리, 경기장 등 중국 내 모든 리그 오브 레전드 e스포츠 사업에 집중하기 위해 TJ 스포츠라는 합작 투자를 설립했다.

## 대회 시스템
2015년 스프링 시즌부터 LPL은 2전 2선승제를 채택했다. 팀들은 더블 라운드 로빈 방식으로 경쟁한다.
2017년부터 2018년까지 리그는 정규 시즌 그룹 선정을 위해 EU LCS와 동일한 형식을 사용했다. 이전 스플릿에서 가장 높은 순위를 기록한 팀들이 그룹의 헤드를 맡았고, 다른 팀들이 선정되었다. 경기는 3전 2선승제였다.
LPL은 2019년부터 2021년까지 다음 형식을 사용했다.
- 정규 시즌:
  - 16개 팀 모두 한 그룹에서 경쟁
  - 단일 라운드 로빈, 모든 경기는 3전 2선승제
- 상위 8개 팀이 플레이오프에 진출
  - 모든 경기는 5전 3선승제
    - 정규 시즌 1위 및 2위 팀은 준결승 (3라운드)부터 시작
    - 정규 시즌 3위 및 4위 팀은 8강 (2라운드)부터 시작
    - 정규 시즌 5위부터 8위 팀은 1라운드부터 시작

LPL은 2021년부터 다음 형식을 사용했다.
- 정규 시즌:
  - 17개 팀 모두 한 그룹에서 경쟁
  - 단일 라운드 로빈, 모든 경기는 3전 2선승제
- 상위 10개 팀이 플레이오프에 진출
  - 모든 경기는 5전 3선승제
  - 게임 7, 8에 진출하는 팀은 탈락 전에 두 번째 기회를 얻는다.
    - 정규 시즌 9위 팀은 8위 팀과 게임 1에서 경쟁.
    - 정규 시즌 10위 팀은 7위 팀과 게임 2에서 경쟁.
    - 게임 1 승자는 5위 팀과 게임 3에서 경쟁.
    - 게임 2 승자는 6위 팀과 게임 4에서 경쟁.
    - 게임 3 승자는 4위 팀과 게임 5에서 경쟁.
    - 게임 4 승자는 3위 팀과 게임 6에서 경쟁.
    - 게임 5 승자는 1위 팀과 게임 7에서 경쟁.
    - 게임 6 승자는 2위 팀과 게임 8에서 경쟁.
    - 게임 7 및 게임 8 패자는 게임 9에서 경쟁.
    - 게임 7 및 게임 8 승자는 게임 10에서 경쟁.
    - 게임 10 패자 및 게임 9 승자는 게임 11에서 경쟁.
    - 게임 10 및 게임 11 승자는 게임 12에서 경쟁하며 챔피언을 결정한다.

스프링 스플릿의 결승 진출 팀은 미드 시즌 인비테이셔널에서 중국 대표로 참가한다. 서머 스플릿 우승 팀 (1번 시드), 챔피언십 포인트가 가장 많은 팀 (2번 시드), 지역 선발전 우승 및 준우승 팀 (3번 및 4번 시드)은 월드 챔피언십에 진출한다.
2025년부터는 연간 두 스플릿 대신 LPL은 시즌을 세 스플릿으로 개편했다. 스플릿 1 우승 팀은 2025 First Stand에 진출하며, 우승 팀과 준우승 팀은 2025 MSI에 진출한다. 월즈 진출 자격은 다음과 같이 결정된다.
- 스플릿 3 우승 팀은 월드 챔피언십 2025 메인 이벤트에 1번 시드로 자동 진출한다.
- 2025 시즌 동안 가장 많은 챔피언십 포인트를 획득한 팀(스플릿 3 우승 팀 제외)은 월드 챔피언십 2025 메인 이벤트에 2번 시드로 진출한다.
- 지역 파이널에서 결정된 3번 시드도 월드 챔피언십 2025 메인 이벤트에 진출한다.
- 필요한 경우, 지역 파이널에서 결정된 4번 시드는 월드 챔피언십 2025 플레이인에 진출한다.
- 챔피언십 포인트가 동률인 경우, 스플릿 3 순위를 기준으로 팀 순위가 결정된다.

## 현재 참가팀
| 팀명                                | ID  | 라인업    | 라인업         | 라인업      | 라인업      | 라인업     | 감독                    |
| 팀명                                | ID  | 탑 라이너 | 정글           | 미드 라이너 | 바텀 라이너 | 서포터     | 감독                    |
| ----------------------------------- | --- | --------- | -------------- | ----------- | ----------- | ---------- | ----------------------- |
| 로얄 네버 기브 업                   | RNG | Xiaoxu    | Milkyway       | Tangyuan    | JiaQi       | Lele Niket | Heart, Comet            |
| 탑 e스포츠                          | TES | 369       | Kanavi         | Creme       | JackeyLove  | Crisp      | Homme, Ggoong, Ben      |
| 닌자스 인 파자마스(前빅토리 파이브) | NIP | shanji    | Aki            | Doinb       | Leave       | Ppgod      | Rashomon                |
| 징동 게이밍                         | JDG | Ale       | Xun            | Scout       | Peyz        | MISSING    | CvMax                   |
| 웨이보 게이밍                       | WBG | Breathe   | Tian           | Xiaohu      | Light       | Hang       | NoFe                    |
| LNG e스포츠                         | LNG | Zika      | Weiwei         | haichao     | Photic      | Zhuo       | Viod                    |
| 에드워드 게이밍                     | EDG | Zdz       | Xiaohao        | Angel       | Assum       | Angel      | Clearlove, Mni, Mingzai |
| 빌리빌리 게이밍                     | BLG | Bin       | Wei            | knight      | Elk         | ON         | Maokai, LvMao, Easyhoon |
| 펀플러스 피닉스                     | FPX | sheer     | sorrow Shad0w  | Care        | bat         | Jwei       | Qingsi, Yondaime        |
| 오 마이 갓                          | OMG | Hery      | Heng           | Linfeng     | Starry      | Moham      | noname, Geitang         |
| 울트라 프라임                       | UP  | 1Jiang    | Junhao         | Saber       | Wako        | Rosielove  | Benny, Ratis            |
| 애니원스 레전드                     | AL  | Flandre   | Tarzan         | Shanks      | Hope        | Kael       | Tabe, Xiaobai           |
| 인빅투스 게이밍                     |     |           |                |             |             |            |                         |
| 팀 월드 엘리트                      | WE  | Cube      | Tianzhen Monki | Karis       | Taeyoon     | Vampire    | Teacherma, JinJin       |
| LGD 게이밍                          | LGD | sasi      | Meteor Climber | xqw         | Shaoye      | ycx        | 1874, Chelizi           |
| 썬더토크 게이밍                     | TT  | HOYA      | Beichuan       | SeTab       | 1xn         | Feather    | AFei                    |

## 역대 대회 및 결과
| 연도 | 시즌   | 우승             | 준우승           |
| ---- | ------ | ---------------- | ---------------- |
| 2013 | 스프링 | 오 마이 갓       | 포시티브 에너지  |
| 2013 | 서머   | 포시티브 에너지  | 오 마이 갓       |
| 2014 | 스프링 | 에드워드 게이밍  | 인빅투스 게이밍  |
| 2014 | 서머   | 에드워드 게이밍  | 오 마이 갓       |
| 2015 | 스프링 | 에드워드 게이밍  | LGD 게이밍       |
| 2015 | 서머   | LGD 게이밍       | 키아 구 리퍼스   |
| 2016 | 스프링 | 로열 네버 기브업 | 에드워드 게이밍  |
| 2016 | 서머   | 에드워드 게이밍  | 로열 네버 기브업 |
| 2017 | 스프링 | 팀 월드 엘리트   | 로열 네버 기브업 |
| 2017 | 서머   | 에드워드 게이밍  | 로열 네버 기브업 |
| 2018 | 스프링 | 로열 네버 기브업 | 에드워드 게이밍  |
| 2018 | 서머   | 로열 네버 기브업 | 인빅투스 게이밍  |
| 2019 | 스프링 | 인빅투스 게이밍  | 징동 게이밍      |
| 2019 | 서머   | 펀플러스 피닉스  | 로열 네버 기브업 |
| 2020 | 스프링 | 징동 게이밍      | 탑 e스포츠       |
| 2020 | 서머   | 탑 e스포츠       | 징동 게이밍      |
| 2021 | 스프링 | 로열 네버 기브업 | 펀플러스 피닉스  |
| 2021 | 서머   | 에드워드 게이밍  | 펀플러스 피닉스  |
| 2022 | 스프링 | 로열 네버 기브업 | 탑 e스포츠       |
| 2022 | 서머   | 징동 게이밍      | 탑 e스포츠       |

## 기록과 통계

### 우승 기록
| 팀                | 우승 | 준우승 | 우승 시즌                                                            | 준우승 시즌                                  |
| ----------------- | ---- | ------ | -------------------------------------------------------------------- | -------------------------------------------- |
| 에드워드 게이밍   | 6    | 2      | 2014 스프링, 2014 서머, 2015 스프링, 2016 서머, 2017 서머, 2021 서머 | 2016 스프링, 2018 스프링                     |
| 로얄 네버 기브 업 | 5    | 4      | 2016 스프링, 2018 스프링, 2018 서머, 2021 스프링, 2022 스프링        | 2016 서머, 2017 스프링, 2017 서머, 2019 서머 |
| 오 마이 갓        | 1    | 2      | 2013 스프링                                                          | 2013 서머, 2014 서머                         |
| 인빅투스 게이밍   | 1    | 2      | 2019 스프링                                                          | 2014 스프링, 2018 서머                       |
| 펀플러스 피닉스   | 1    | 2      | 2019 서머                                                            | 2021 스프링, 2021 서머                       |
| 뉴비              | 1    | 2      |                                                                      |                                              |
| 징동 게이밍       | 1    | 2      | 2020 스프링                                                          | 2019 스프링, 2020 서머                       |
| 탑 e스포츠        | 1    | 2      | 2020 서머                                                            | 2020 스프링, 2022 스프링                     |
| LGD 게이밍        | 1    | 1      | 2015 서머                                                            | 2015 스프링                                  |
| 팀 월드 엘리트    | 1    | 0      | 2017 스프링                                                          |                                              |

### 2,000킬 달성 선수
| 순서 | 소환사명 | 이름   | 포지션  | 당시 소속팀       | 달성일자   | 통산 | 비고 |
| ---- | -------- | ------ | ------- | ----------------- | ---------- | ---- | ---- |
| 1    | Uzi      | 중국   | AD 캐리 | 로얄 네버 기브 업 | 2018.04.14 | 현역 |      |
| 2    | Rookie   | 송의진 | 미드    | 인빅투스 게이밍   | 2020.03.11 | 현역 |      |
| 3    | Smlz     | 중국   | AD 캐리 | 펀플러스 피닉스   | 2020.08.01 | 현역 |      |
| 4    | Xiaohu   | 중국   | 탑      | 로얄 네버 기브 업 | 2021.01.14 | 현역 |      |
| 5    | Xiye     | 중국   | 미드    | LGD 게이밍        | 2021.06.20 | 현역 |      |
| 6    | Doinb    | 김태상 | 미드    | 펀플러스 피닉스   | 2021.07.31 | 현역 |      |
| 7    | Scout    | 이예찬 | 미드    | 에드워드 게이밍   | 2022.01.15 | 현역 |      |
| 8    | Lwx      | 중국   | AD 캐리 | 펀플러스 피닉스   | 2022.01.26 | 현역 |      |